# Vietnamesische Sprache
Die vietnamesische Sprache (Vietnamesisch, Annamitisch; tiếng Việt, Hán Nôm 㗂越; tiếng Việt Nam, 㗂越南; oder Việt ngữ, 越語) ist die Amtssprache in Vietnam. Sie wird von etwa 84 Millionen Menschen als Muttersprache gesprochen, davon etwa 80 Millionen in Vietnam (88 % der Bevölkerung) und schätzungsweise bis 4 Millionen Vietnamesen im Ausland. Sie gehört zur Familie der austroasiatischen Sprachen (Vietische Sprachen). Vietnamesisch ist Muong am nächsten, da beide zum Viet-Muong-Sprachzweig gehören.
Obwohl Vietnamesisch mit Chinesisch nicht verwandt ist, besteht sein Wortschatz zu rund 70 % aus Wörtern chinesischen Ursprungs. Dabei handelt es sich vor allem um Wörter aus dem Bereich der Verwaltung und Politik; im Grundwortschatz ist der Anteil der chinesischen Lehnwörter allerdings deutlich kleiner, und grammatische Funktionswörter sind ausschließlich einheimischen Ursprungs. Dabei muss man zwischen den sino-vietnamesischen und den vietnamisierten Wörtern unterscheiden. Letztere werden als einheimisch empfunden, obwohl auch sie tatsächlich chinesischen Ursprungs sind.
Vietnamesisch ist eine Tonsprache und monosyllabische Sprache. Wegen des jahrzehntelangen Vietnamkriegs und der darauf folgenden Abschottung des Landes bis in die 1980er Jahre gehört Vietnamesisch zu den linguistisch wenig erforschten Sprachen.

## Klassifikation
Die genetische Einordnung der vietnamesischen Sprache ist umstritten, sie gehört zu den Mon-Khmer-Sprachen innerhalb der austroasiatischen Sprachfamilie. Dies geht auf die Sprachwissenschaftler Jean Przyluski und A.-G. Haudricourt zurück, die Vietnamesisch mit der Mường-Sprache (㗂𡙧) verglichen, die zwar keine Tonsprache ist, aber trotzdem nachweislich eng mit dem Vietnamesischen verwandt ist.
In einem viel beachteten Artikel erklärte Haudricourt 1954 die Tonogenese (Entstehung der Töne) der vietnamesischen Sprache, nämlich dass sie ursprünglich keine Tonsprache war und sich die sechs Töne erst später herausbildeten. Erst dadurch konnte sich die Klassifikation als Mon-Khmer-Sprache durchsetzen, denn zuvor hatte man das Vorhandensein von Tönen im Vietnamesischen und deren Fehlen in anderen Mon-Khmer-Sprachen als Hindernis für eine Zusammenstellung betrachtet.

## Geschichte
Die Geschichte der vietnamesischen Sprache ist nicht zweifelsfrei geklärt. Die heute vorherrschende Meinung geht auf Henri Maspero zurück. Nach dieser gab es eine urvietnamesische Sprache, die bezüglich Flexion und Konsonantenverbindungen anderen Sprachen in der austroasiatischen Sprachfamilie ähnlich war. Diese Eigenschaften sind später verloren gegangen; stattdessen hat sich die vietnamesische Sprache ähnlich anderen südostasiatischen Sprachen entwickelt (etwa den Tai-Kadai-Sprachen, welche ebenfalls mit chinesischen Zeichen geschrieben wurden). So kamen Töne und der isolierende Sprachbau im Vietnamesischen auf.
Diese Vorgängersprache war möglicherweise zunächst in der Region um den Roten Fluss im heutigen Nordvietnam beheimatet und kam erst mit der langsamen Ausdehnung des vietnamesischen Einflusses nach Süden in das heutige Mittel- und noch viel später erst in das heutige Südvietnam.
Gleichzeitig zu dieser Ausdehnung kam es zu einer politischen Dominanz Chinas über Vietnam, die 1000 Jahre dauern sollte. Die Chinesen machten die chinesische Sprache zur Literatur- und Amtssprache; sie wurde damit zur Sprache der herrschenden Klasse des Landes. Bis zum 10. Jahrhundert hatte sich eine Art Sino-Vietnamesisch herausgebildet, das eine hohe Anzahl von chinesischem Vokabular enthielt und auch mit chinesischen Zeichen geschrieben wurde. Vor allem aus dem gesellschaftspolitischen und kulturellen Bereich wurden zahlreiche Wörter in die vietnamesische Sprache übernommen.
Nach dem Ende der chinesischen Herrschaft über Vietnam bekam die vietnamesische Umgangssprache wieder höhere Bedeutung. Diese Sprache wurde ebenfalls mit chinesischen Zeichen geschrieben, welche die vietnamesischen Gelehrten jedoch nach und nach an ihre Bedürfnisse anpassten; das Ergebnis war chữ Nôm (𡦂喃). Diese altvietnamesische Schrift erreichte im 16. Jahrhundert ihre Blütezeit; einige Schriftsteller verfassen heute noch bedeutende Werke in chữ Nôm.
Im 17. Jahrhundert entwickelten Missionare aus Europa eine Romanisierung der vietnamesischen Sprache. Gleichzeitig begannen europäische Sprachen, speziell das Französische, die vietnamesische Sprache zu beeinflussen. Langsam entwickelte sich dadurch die mittelvietnamesische Sprache heraus. Als im späten 19. Jahrhundert Vietnam zur französischen Kolonie wurde, wurde die französische Sprache auch Amts- und Bildungssprache. Viele Wörter aus dem Französischen kamen als Lehnwörter in die vietnamesische Sprache, und eine bedeutende Zahl von sino-vietnamesischen Wörtern bekam eine neue, von westlichem Gedankengut inspirierte Bedeutung. Die chinesische Schrift blieb in Verwendung, die romanisierte Schrift breitete sich jedoch im 19. Jahrhundert weiter aus. Im Jahre 1910 führte die französische Kolonialverwaltung die lateinische Schrift offiziell ein. Nach der Unabhängigkeit Vietnams 1945 wurde sie verbindlich und ermöglichte eine schnellere Alphabetisierung großer Bevölkerungsteile.

## Geografische Verteilung

### Offizieller Status
Vietnamesisch ist ausschließlich in Vietnam Amtssprache. In Vietnam wird es von der gesamten Bevölkerung gesprochen; die ethnischen Minderheiten des Landes, die ca. 8 % der gesamten Bevölkerung ausmachen (dazu gehören Chinesen, Thailänder und Kambodschaner ebenso wie zahlreiche Bergvölker), sprechen die Sprache entweder als Muttersprache oder als Zweitsprache.
Darüber hinaus hat sich die Sprache mit der Auswanderung von Millionen Vietnamesen in die ganze Welt verbreitet. So wird Vietnamesisch vor allem in den USA, Australien, Kanada und Frankreich von „Überseevietnamesen“ gesprochen. In Deutschland gibt es etwa 100.000 Muttersprachler, in Frankreich etwa 200.000, in Polen sind es etwa 5000.
In Teilen Kambodschas, Laos’ und des südlichen Chinas ist Vietnamesisch eine der dominierenden Sprachen.

### Dialekte

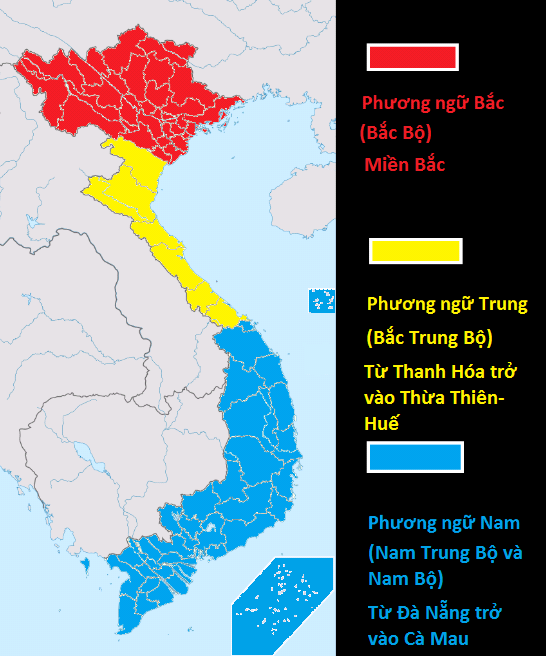
Karte der Verbreitung der drei wichtigsten Dialektregionen der vietnamesischen Sprache in Vietnam.
nord
zentral
süd

Es gibt drei Hauptdialekte. Sprecher eines der Dialekte können einen Sprecher eines anderen Dialektes verstehen, sofern sie der jeweiligen dialektspezifischen Aussprache und Wortwahl mächtig sind. Die Dialekte unterscheiden sich jedoch nicht in Grammatik oder Syntax. Die drei Hauptdialekte sind:
1. Nordvietnamesischer Dialekt (Hanoi-Dialekt), früher auch Tonkinesisch genannt
2. Zentralvietnamesischer Dialekt (Huế-Dialekt), früher auch Hoch-Annamesisch genannt
3. Südvietnamesischer Dialekt (Saigon-Dialekt), früher auch Cochinchinesisch genannt.

Hauptunterschiede bestehen bezüglich der Aussprache der Töne – die nördlichen Dialekte neigen dazu, die Töne stärker voneinander zu unterscheiden als die südlichen Dialekte; das betrifft besonders den hỏi (𠳨)-Ton und den ngã (我)-Ton.
Der Großteil der vietnamesischen Lieder wird im nordvietnamesischen Dialekt wiedergegeben.
Ebenfalls ist die Rechtschreibung an den Dialekt der Hauptstadt Hanoi, die im Norden liegt, angelehnt.

## Phonetik und Phonologie
In diesem Abschnitt wird die Aussprache des Vietnamesischen im Norden des Landes bzw. in Hanoi beschrieben.

### Konsonanten
In der Aussprache von Hanoi gibt es 22 Konsonanten-Phoneme:
|                 |                 | bi- labial | labio- dental | dental/ alveolar | palatal | velar | glottal |
| --------------- | --------------- | ---------- | ------------- | ---------------- | ------- | ----- | ------- |
| Plosive         | nicht aspiriert | p          |               | t                | c       | k     | (ʔ)     |
| Plosive         | aspiriert       |            |               | tʰ               |         |       |         |
| Implosive       | Implosive       | ɓ          |               | ɗ                |         |       |         |
| Frikative       | Frikative       |            | f v           | s z              |         | x ɣ   | h       |
| Nasale          | Nasale          | m          |               | n                | ɲ       | ŋ     |         |
| Approxi- manten | sagittal        |            |               |                  | j       | w     |         |
| Approxi- manten | lateral         |            |               | l                |         |       |         |

#### Phonologische Prozesse
- Bei Wörtern, die mit einem Vokal oder dem Halbvokal /w/ beginnen, wird ein Glottisverschluss [ʔ] vorangestellt.

| ăn (𩛖) | „essen“      | /ɐn/ | → | [ʔɐn]  |
| uỷ (委) | „delegieren“ | /wi/ | → | [ʔwij] |
- Bei den Plosiven /p, t, k/ wird der Verschluss am Wortende nicht hörbar gelöst: [p̚, t̚, k̚].

| đáp (答)  | „antworten“       | /ɗɐːp/ | → | [ʔɗɐːp̚] |
| mát (𩗂)  | „kühl“            | /mɐːt/ | → | [mɐːt̚]  |
| khác (恪) | „unterschiedlich“ | /xɐːk/ | → | [xɐːk̚]  |
- Wenn die velaren Konsonanten /k, ŋ/ auf /u, w/ folgen, werden sie gleichzeitig mit einem bilabialen Verschluss ausgesprochen – [k͡p, ŋ͡m] – oder zumindest stark labialisiert: [kʷ, ŋʷ].

| đục (濁)    | „schlammig“ | /ɗuk/  | → | [ʔɗuk͡p̚]  |
| độc (毒)    | „Gift“      | /ɗɜwk/ | → | [ʔɗɜwk͡p̚] |
| ung (癰)    | „Krebs“     | /uŋ/   | → | [ʔuŋ͡m]   |
| ong (蜂,螉) | „Biene“     | /ɐwŋ/  | → | [ʔɐwŋ͡m]  |

### Vokale
Über das Vokalsystem des Vietnamesischen besteht unter Sprachwissenschaftlern relativ große Uneinigkeit. Die einfachen Vokale können auch als Diphthonge interpretiert werden und es gibt verschiedene Ansichten über die Merkmale Länge und Qualität.

#### Einfache Vokale
|                  | vorn | zentral | hinten |
| ---------------- | ---- | ------- | ------ |
| geschlossen      | i    | ɨ       | u      |
| halb geschlossen | e    | əː      | o      |
| halb offen       | ɛ    | ɜ       | ɔ      |
| fast offen       |      | ɐ / ɐː  |        |

- /ɜ/ und /ɐ/ werden kürzer ausgesprochen als die übrigen Vokale.
- Der Unterschied zwischen kurzem /ɐ/ (in vietnamesischer Schrift: ă) und langem /ɐː/ (in vietnamesischer Schrift a) ist bedeutungsunterscheidend.
- Der Unterschied zwischen kurzem /ɜ/ (in vietnamesischer Schrift: â) und langem /əː/ (in vietnamesischer Schrift ơ) ist bedeutungsunterscheidend.
- Der Vokal /ɨ/ (in vietnamesischer Schrift ư) wird manchmal auch als [ɨ̞̠] oder [ɯ] beschrieben.
- Die geschlossenen und halb geschlossenen („hohen“) Vokale /i, ɨ, u, e, əː, o/ sind diphthongisiert, vor allem in offenen Silben: [ɪj, ɨɰ, ʊw, ej, əːɰ, ow].

| chị (姊,姉) | „ältere Schwester“ | /ci/  | → | [cɪj]  |  | quê (圭) | „Land“                   | /kwe/ | → | [kwej] |
| tư (四)     | „vierter“          | /tɨ/  | → | [tɨɰ]  |  | mơ (𥊚)  | „träumen“                | /məː/ | → | [məːɰ] |
| thu (秋)    | „Herbst“           | /tʰu/ | → | [tʰʊw] |  | cô (姑)  | „Tante väterlicherseits“ | /ko/  | → | [kow]  |

#### Diphthonge
Alle drei vietnamesische Diphthonge (/ie, ɯɤ, uo/) sind fallend, sowohl in dem Sinn, dass die Bewegung von einem geschlossenen Vokal [i ɯ u] hin zu einem mittleren Vokal [e ɤ o] stattfindet, als auch in dem Sinn, dass der Schwerpunkt auf dem ersten Element liegt (laut Nguyen Van Ai und Vu Ba Hung (1975) „Vergleichende Untersuchungen deutscher und vietnamesischer Vokale“. In: ZPSK 28, S. 377).
Ihre Aussprache:
/ie/: keine vergleichbare Aussprache wie im Deutschen. Ähnelt iehe in fliehen.
/ɯɤ/: keine vergleichbare Aussprache wie im Deutschen. Zuerst wird /ɯ/ <ư> ausgesprochen, dann schneller Übergang zu /ɤ/ <ơ>.
/uo/: etwa so wie nur im Deutschen. Zuerst macht man die Lippen rund, um /u/ <u> auszusprechen, dann geht man schnell zu /o/ <ô> über.
Die folgende Tabelle zeigt die Schreibweise vietnamesischer Diphthonge:
| Laute | Bemerkung der Silben | Bemerkung der Silben | Grapheme | Beispiele                        |
| ----- | -------------------- | -------------------- | -------- | -------------------------------- |
| /ie/  | offen                | Gleitlaut /∅/        | <ia>     | bia [bie1] (dt. Bier)            |
| /ie/  | offen                | Gleitlaut /w/        | <ya>     | khuya [χwie1] (dt. Mitternacht)  |
| /ie/  | ge- schlos- sen      | bedeckt, ohne /w/    | <iê>     | biến [bien5] (dt. verschwinden)  |
| /ie/  | ge- schlos- sen      | nackt, ohne /w/      | <yê>     | yên [ien1] (dt. Ruhe)            |
| /ie/  | ge- schlos- sen      | bedeckt, mit /w/     | <yê>     | khuyên [χwien1] (dt. beraten)    |
| /ɯɤ/  | offen                | offen                | <ưa>     | mưa [mɯɤ1] (dt. Regen)           |
| /ɯɤ/  | geschlossen          | geschlossen          | <ươ>     | mương [mɯɤŋ1] (dt. Wassergraben) |
| /uo/  | offen                | offen                | ua       | múa [muo5] (dt. Tanz)            |
| /uo/  | geschlossen          | geschlossen          | uô       | muối [muoj5] (dt. Salz)          |

Im Südvietnamesischen werden diese drei Diphthonge /ie ɯɤ uo/ vor den Finallauten /j w m p/ systematisch genau wie ihre entsprechenden langen geschlossenen Monophthonge [i ɯ u] realisiert, z. B. nghiêm [ŋiem1] (dt. seriös) -> [ŋim1]; cướp [kɯɤp5] (dt. berauben) -> [kɯp5] und suối [şuoj5] (dt. Bächlein) -> [şuj5].

### Tonsystem

Tondauer und -verlauf der 6 nordvietnamesischen Töne
gesprochen von einem männlichen Sprecher (nicht aus Hanoi) Grundfrequenz über Zeit. aus Nguyễn & Edmondson (1998)

Die 6 Töne der vietnamesischen Sprache

Die Höhe und der Verlauf der Tonhöhe bei der Aussprache einer Silbe ist bedeutungsunterscheidend. Dies bedeutet, dass eine falsche Aussprache des Tones sinnentstellend wirkt. Ohne die Töne hätte die vietnamesische Sprache eine extrem hohe Anzahl an Homonymen. Die Töne des Vietnamesischen unterscheiden sich in Tonhöhe und -verlauf, Länge und Glottalisierung. In der vietnamesischen Schrift werden die Töne durch diakritische Zeichen kenntlich gemacht.
Wie Haudricourt (1954) erkannte, besaß das Vietnamesische in einer älteren Form noch keine Töne. Die sechs Töne entstanden wohl während des 1. Jahrtausends unter dem Einfluss des Chinesischen als Kontaktsprache, je nachdem ob der Silbenanlaut ursprünglich stimmlos oder stimmhaft war und ob die Silbe ursprünglich vokalisch, auf -h oder auf -ʔ (Glottalplosiv) auslautete.
| Bezeichnung                | Kurz- Beschreibung          | Ziffern nach Yuen Ren Chao | Vietname- sische Schrift | Beispiel            | Erklärung | Rekonstruierter Ursprung des Tons               |
| -------------------------- | --------------------------- | -------------------------- | ------------------------ | ------------------- | --- | ----------------------------------------------- |
| ngang (昂) oder không (空) | hoch (oder mittel) und eben | 33                         | ohne ◌                   | drei: ba (𠀧)       | Der Normalton wird mittelhoch ausgesprochen, wobei die Stimme weder steigt noch fällt.                                                               | Anlaut ursprünglich stimmlos Auslaut vokalisch  |
| sắc (嗇)                   | hoch (oder mittel) steigend | 35                         | Akut ◌́                   | Gouverneur: bá (霸) | Der steigende Ton beginnt hoch und steigt kurz an. Die Silben im steigenden Ton werden meist mit etwas mehr Nachdruck gesprochen.                    | Anlaut ursprünglich stimmlos Auslaut auf -ʔ     |
| huyền (懸)                 | tief und fallend            | 21                         | Gravis ◌̀                 | Dame: bà (婆,妑)    | Der fallende Ton beginnt tief und sinkt von dort noch etwas. Er wird meist etwas weniger stark als andere Silben, dafür etwas länger, ausgesprochen. | Anlaut ursprünglich stimmhaft Auslaut vokalisch |
| nặng (𨤼)                  | tief, fallend und knarrig   | 32 oder 31                 | Unterpunktakzent ◌̣       | Leben: mệnh (命)    | Der tiefe gebrochene Ton wird tief und fallend ausgesprochen, die Silbe enthält einen Knacklaut und wird häufig mit etwas Nachdruck gesprochen.      | Anlaut ursprünglich stimmhaft Auslaut auf -ʔ    |
| hỏi (𠳨)                   | (tief) fallend und steigend | 313                        | Haken ◌̉                  | Geschichte: sử (史) | Der fallend-steigende Ton wird mit etwas mehr Nachdruck gesprochen. Die Stimmhöhe sinkt zunächst und steigt dann.                                    | Anlaut ursprünglich stimmlos Auslaut auf -h     |
| ngã (我)                   | unterbrochen und steigend   | 35                         | Tilde ◌̃                  | Rest: bã (𥺕)       | Der unterbrochene steigende Ton steigt und die Silbe hat ebenfalls einen Knacklaut.                                                                  | Anlaut ursprünglich stimmhaft Auslaut auf -h    |

Bei sắc und nặng gibt es zwei Varianten, abhängig von den folgenden Konsonanten. Endet das Wort mit einem Stoppkonsonanten (-t, -p, -c, -ch), dann verändert sich die Tonhöhe und -dauer, im Vergleich zu Wörtern die mit Vokalen oder Nasalkonsonanten (-n, -m, -ng, -nh) enden.

## Grammatik
Das Vietnamesische ist eine isolierende Sprache. Die Wörter werden also nicht flektiert, die Beziehung eines Wortes im Satz zu anderen Wörtern wird nur durch ihre Stellung im Satz deutlich. Deshalb wird die Satzkonstruktion Subjekt – Prädikat – Objekt im Allgemeinen eingehalten. Ausnahmen, etwa das Vorziehen des Objekts an den Satzanfang zur Betonung, sind möglich.
Da es keine grammatischen Tempora gibt, wird die Zeitform nur aus dem Kontext sichtbar, d. h., sie geht aus dem Zusammenhang hervor oder wird durch andere Wörter (z. B. Adverbien) näher bestimmt.
Bedeutsam ist das Vorkommen von Zähleinheitswörtern in der vietnamesischen Sprache. Wie in anderen asiatischen Sprachen ist es nicht möglich, das Numerale und das Nomen direkt zu verbinden, sondern es muss ein Zähleinheitswort dazwischengestellt werden. Diese unterscheiden sich danach, ob das Nomen belebt ist oder nicht, bei unbelebten Nomina sind Eigenschaften wie die Form entscheidend.
Ähnlich wie in romanischen Sprachen steht bei Attributkonstruktionen das Attribut immer nach dem Wort, das es näher beschreibt, also etwa tiếng Việt („Sprache-Viet“ = vietnamesische Sprache, daher ist diese in der Wikipedia-Sprachleiste unter T zu finden.).

## Wortschatz
Vietnamesisch ist eine Sprache, bei welcher ursprünglich jedes Wort nur aus einer einzigen Silbe bestand. Bis heute sind das Grundvokabular und alle grammatisch bedeutsamen Wörter einsilbig. Im Laufe der Geschichte sind jedoch zahlreiche zweisilbige Wörter in den Wortschatz der Sprache aufgenommen worden. Bei mehrsilbigen Wörtern werden aber die einzelnen Silben nicht zusammengeschrieben.
Mehrsilbige Wörter sind entstanden, indem man neue Formen aus existierenden Wörtern zusammengesetzt hat, etwa bàn ghế (槃椅) („Tisch–Stuhl“, Bedeutung: „Tischgruppe“) oder nước mắt (渃眜) („Wasser-Auge“, Bedeutung: „Träne“).
Weiterhin sind mehrsilbige Lehnwörter aus dem Chinesischen in die vietnamesische Sprache aufgenommen worden. Sind sie zweisilbig, so erkennt man sie leicht daran, dass das Beschreibende nicht hinter dem Beschriebenen steht, sondern davor. Die Aussprache ähnelt dabei nicht dem Hochchinesischen, sondern eher südchinesischen Dialekten (wie z. B. Teochew (Min-Dialekt), kantonesisch). Beispiele sind đại học (大學, hochchinesisch dàxué, kantonesisch daai6 hok6, Teochew dai6 hag8, IPA: tai hak; wörtl. „Große Lehre“, ein Kapitel des Buches der Riten; moderne Bedeutung: „Universität“) oder ngữ pháp (語法, hochchinesisch yǔfǎ, kantonesisch jyu5 faat3, Teochew ghe2 huab4, IPA: gə huap; wörtl. „Sprache-Gesetz“, d. h. „Grammatik“). Es gibt eine hohe Anzahl an Synonympaaren, wobei das eine Wort aus vietnamesischen Komponenten zusammengesetzt ist, während es ein Wort chinesischen Ursprunges mit gleicher Bedeutung gibt. Meist sind beide Versionen aus dem Chinesischen entlehnt, wobei die als einheimisch empfundene Version einen gelegentlich als Vietnamisierung bezeichneten Prozess durchlaufen hat. Offensichtliche Beispiele sind etwa giày und hài für Schuh, welche beide von chinesisch
鞋 stammen.
Wörter mit neueren Bedeutungsinhalten werden in der Regel durch Umschreibung geschaffen. Dazu gehört beispielsweise máy thu thanh (𣛠收聲) („Maschine–sammeln–Klang“, „Radio“).
Bedingt durch die jahrzehntelange französische Kolonialherrschaft gibt es eine Reihe französischer Wörter im Vietnamesischen, die vor allem technische Ausdrücke wiedergeben oder Dinge des täglichen Lebens bezeichnen, die von den Franzosen im Land eingeführt wurden. Dazu gehören etwa ga (von gare, „Bahnhof“), xi-măng (von ciment, „Zement“), bia (啤) (von bière, „Bier“), pho mat (von fromage, „Käse“) oder bánh (餅) (von pain, „Brot“, aus dem Chinesischen entlehntes 餅 bánh, Keks, ist allerdings gleichlautend).

## Schrift
- Hauptartikel: Vietnamesische Schrift

Die vietnamesische Sprache wurde in drei Schriftsystemen geschrieben:
1. chữ Hán (𡦂漢), also chinesischen Schriftzeichen
2. Chữ Nôm (𡦂喃), eine auf chinesischen Schriftzeichen aufbauende Schrift
3. Quốc ngữ (國語), eine lateinische Schrift mit diakritischen Zeichen, das aktuelle Schreibsystem in Vietnam

### Geschichte
Die vietnamesische Sprache wurde, ähnlich wie die koreanische oder japanische Sprache, von der chinesischen Sprache stark beeinflusst. Während der tausendjährigen chinesischen Fremdherrschaft (111 v. Chr. bis 938) war Chinesisch Amts- und Bildungssprache. Die Chinesen brachten mit ihrer Sprache auch ihre Literatur, Philosophie und Geschichte mit nach Vietnam. Dies führte zur Übernahme zahlreicher chinesischer Wörter in die vietnamesische Sprache, denn vor allem für die konfuzianistischen Beamtenprüfungen waren profunde Kenntnisse der chinesischen Sprache und Schrift unerlässlich.
Wahrscheinlich zu der Zeit, als sich die sino-vietnamesische Aussprache gefestigt hatte, also frühestens ab dem 11., sicher jedoch ab dem 13. Jahrhundert, begannen vietnamesische Gelehrte, die chinesische Schrift abzuwandeln.
Dies begann zunächst mit der Vereinheitlichung der Schreibung von vietnamesischem Wortgut, etwa Eigennamen. Später wurden eigene Zeichen eingeführt, um im Vietnamesischen häufig vorkommende Wörter besser auszudrücken. Es entstand eine eigene vietnamesische Schrift, das Chữ Nôm. Die Zeichen wurden nicht nach Wortherkunft festgelegt, da diese den diversen Autoren, die Chữ Nôm entwickelt haben, unbekannt war. Dadurch wurde die Schrift für die Chinesen letzten Endes unlesbar. Die ältesten Inschriften dieser Chữ-Nôm-Zeichen finden sich auf Glocken in Tempeln und in Steininschriften. Kim Vân Kiều (金雲翹) ist das bedeutendste literarische Werk, welches in Chữ Nôm verfasst wurde. Dieses Epos des Schriftstellers Nguyễn Du (阮攸) gehört bis heute zu den Klassikern der vietnamesischen Literatur und ist Standardlesestoff an vietnamesischen Schulen.
Ab dem 16. Jahrhundert begann die missionarische Tätigkeit von katholischen Priestern aus Europa (v. a. Portugal, Italien, Spanien und Frankreich). Sie benötigten eine Umschrift der vietnamesischen Aussprache in lateinische Buchstaben, um die Sprache derer, die sie vom Christentum überzeugen wollten, zu lernen. Gleichzeitig hofften sie, dass das Erlernen des lateinischen Alphabetes auch das Erlernen der jeweiligen europäischen Sprache erleichtern würde. Die Schrift, die sie entwickelten, heißt Chữ Quốc Ngữ (Schrift der Nationalsprache). Die Pioniere bei der Entwicklung dieser Schrift waren Christofora Borri, Francisco de Pina und Francisco de Buzomi. Die Missionare Gaspar d’Amaral, Antoine de Barbosa und Alexandre de Rhodes erstellten in der Folge unabhängig voneinander Wörterbücher der vietnamesischen Sprache. Im Jahre 1651 wurde das Dictionarium Annamiticum Lusitanum et Latinum von Alexandre de Rhodes in Rom zum Druck freigegeben.
Chữ quốc ngữ (𡦂國語) entwickelte sich durch mehrere Modernisierungen und Vereinheitlichungen von Schreibweisen zu einer lateinischen Schrift mit zwei zusätzlichen Buchstaben für Vokale, die in westlichen Sprachen nicht existieren. Daneben werden die sechs Töne durch Diakritika dargestellt. Chữ quốc ngữ ist seit 1945 die offizielle Staats- und Verkehrsschrift Vietnams.
Es handelt sich um eine phonetische Schrift, d. h., dass man aus der Schreibweise die Aussprache sehr exakt ableiten kann.

### Konsonanten
| Konsonant | Aussprache |
| --------- | --- |
| b         | ähnlich dem b in Bett. Am Silbenende nicht-plosiv |
| c         | nicht aspiriert, am Silbenende nicht-plosiv, wie g in gut, wird hinter ô, o und u mit einem angedeuteten p beendet                                                                                   |
| ch        | am Silbenanfang wie [tɕ] ähnlich wie tja; am Silbenende weiches, plosives "k", nur hinter i, ê und a                                                                                                 |
| d         | im Norden [z] wie stimmhaftes s, nördliche Mitte [ɟ], also erweichtes d wie slowenisch dj, serbokroatisch lat. đ / kyrill. ђ, polnisch dź, in der südlichen Mitte und im Süden [j] wie deutsch Junge |
| đ         | ähnlich dem d in du |
| g         | ähnlich dem deutschen r in reden |
| gi        | [z], stimmhaftes s wie in so, im Süden: wie englisch "j" in Jack |
| h         | ähnlich dem h in holen |
| kh        | Ach-Laut [⁠x⁠], ähnlich in lachen |
| l         | ähnlich dem l in laufen |
| m         | ähnlich dem m in mit |
| n         | ähnlich dem n in nicht |
| ng        | hinterer Nasallaut [ŋ] wie ng in Singen; am Silbenende, hinter ô, o und u mit einem angedeuteten m beendet                                                                                           |
| nh        | palataler Nasallaut [ɲ] wie portugiesisch Espanha, spanisch España, französisch Espagne; am Silbenende nasales n, entspricht IPA ɲ, nur hinter i, ê und a, Vokale werden verkürzt                    |
| p         | nicht aspiriert, am Silbenende nicht-plosiv |
| ph        | wie das deutsche f in Fisch |
| r         | im Norden [ʒ] ähnlich wie in Blamage oder stimmhaftes [z] wie s in Suppe, im Süden ähnlich wie r in Reis (rollend)                                                                                   |
| s         | im Norden stimmloses [s] wie s in Biss, in der Mitte und in einigen südlichen Dialekten ungerundeter als das deutsche sch, ähnlich dem englischen sh in show                                         |
| t         | nicht aspiriert, am Silbenende nicht-plosiv |
| th        | [ť], aspiriertes t |
| tr        | wie in Kutsche |
| v         | [v] wie die deutsche Aussprache des w oder das v in Vase |
| x         | stimmloses [s] wie in six (englisch sechs) |

### Vokale
| Vokal | IPA  | Beschreibung                                                                              |
| ----- | ---- | ----------------------------------------------------------------------------------------- |
| a     | [aː] | langes a, offener als in Vater                                                            |
| ă     | [a]  | kurzes Gegenstück zum a                                                                   |
| â     | [ə]  | dumpfes e, ähnlich dem unbetonten e in gelungen                                           |
| e     | [ɛ]  | halboffenes e, ähnlich Wetter oder ä in hätte                                             |
| ê     | [e]  | halbgeschlossenes e wie in Beet                                                           |
| i     | [i]  | ähnlich dem deutschen i                                                                   |
| y     | [i]  | ähnlich dem deutschen ie, sogenanntes "langes i"                                          |
| o     | [ɔ]  | ähnlich dem o in Tonne                                                                    |
| ô     | [o]  | ähnlich dem o in Ton                                                                      |
| ơ     | [əː] | langes Gegenstück zum â, ähnlich dem ur im englischen fur (britische Aussprache)          |
| u     | [u]  | ähnlich dem u in tun                                                                      |
| ư     | [ɨ]  | dumpfes i, im Deutschen unbekannt, sehr ähnlich türkisch ı und russisch ы und rumänisch î |

### Töne
Die Töne werden durch Diakritika bezeichnet (s. o.). Da es Vokale gibt, die bereits von Natur aus ein diakritisches Zeichen haben, sind Vokale mit zwei Diakritika keine Seltenheit.
Nicht jede Silbe existiert in jeder Tonhöhe; einige Silben ergeben nur in einem oder zwei der sechs möglichen Töne Sinn. Silben die in Stoppkonsonanten (-p, -t, -c, -ch) enden, kommen überhaupt nur mit sắc oder nặng vor.

### Vietnamesisch in HTML und Unicode
| Thanh không | Thanh không | Thanh không | Thanh sắc | Thanh sắc | Thanh sắc | Thanh huyền | Thanh huyền | Thanh huyền | Thanh hỏi | Thanh hỏi | Thanh hỏi | Thanh ngã | Thanh ngã | Thanh ngã | Thanh nặng | Thanh nặng | Thanh nặng |
| ----------- | ----------- | ----------- | --------- | --------- | --------- | ----------- | ----------- | ----------- | --------- | --------- | --------- | --------- | --------- | --------- | ---------- | ---------- | ---------- |
| A           | U+0041      | A           | Á         | U+00C1    | &Aacute;  | À           | U+00C0      | &Agrave;    | Ả         | U+1EA2    | &#7842;   | Ã         | U+00C3    | &Atilde;  | Ạ          | U+1EA0     | &#7840;    |
| a           | U+0061      | a           | á         | U+00E1    | &aacute;  | à           | U+00E0      | &agrave;    | ả         | U+1EA3    | &#7843;   | ã         | U+00E3    | &atilde;  | ạ          | U+1EA1     | &#7841;    |
| Ă           | U+0102      | &#258;      | Ắ         | U+1EAE    | &#7854;   | Ằ           | U+1EB0      | &#7856;     | Ẳ         | U+1EB2    | &#7858;   | Ẵ         | U+1EB4    | &#7860;   | Ặ          | U+1EB6     | &#7862;    |
| ă           | U+0103      | &#259;      | ắ         | U+1EAF    | &#7855;   | ằ           | U+1EB1      | &#7857;     | ẳ         | U+1EB3    | &#7859;   | ẵ         | U+1EB5    | &#7861;   | ặ          | U+1EB7     | &#7863;    |
| Â           | U+00C2      | &Acirc;     | Ấ         | U+1EA4    | &#7844;   | Ầ           | U+1EA6      | &#7846;     | Ẩ         | U+1EA8    | &#7848;   | Ẫ         | U+1EAA    | &#7850;   | Ậ          | U+1EAC     | &#7852;    |
| â           | U+00E2      | &acirc;     | ấ         | U+1EA5    | &#7845;   | ầ           | U+1EA7      | &#7847;     | ẩ         | U+1EA9    | &#7849;   | ẫ         | U+1EAB    | &#7851;   | ậ          | U+1EAD     | &#7853;    |
| E           | U+0045      | E           | É         | U+00C9    | &Eacute;  | È           | U+00C8      | &Egrave;    | Ẻ         | U+1EBA    | &#7866;   | Ẽ         | U+1EBC    | &#7868;   | Ẹ          | U+1EB8     | &#7864;    |
| e           | U+0065      | e           | é         | U+00E9    | &eacute;  | è           | U+00E8      | &egrave;    | ẻ         | U+1EBB    | &#7867;   | ẽ         | U+1EBD    | &#7869;   | ẹ          | U+1EB9     | &#7865;    |
| Ê           | U+00CA      | &Ecirc;     | Ḗ         | U+1EBE    | &#7870;   | Ḕ           | U+1EC0      | &#7872;     | Ể         | U+1EC2    | &#7874;   | Ễ         | U+1EC4    | &#7876;   | Ệ          | U+1EC6     | &#7878;    |
| ê           | U+00EA      | &ecirc;     | ế         | U+1EBF    | &#7871;   | ề           | U+1EC1      | &#7873;     | ể         | U+1EC3    | &#7875;   | ễ         | U+1EC5    | &#7877;   | ệ          | U+1EC7     | &#7879;    |
| I           | U+0049      | I           | Í         | U+00CD    | &Iacute;  | Ì           | U+00CC      | &Igrave;    | Ỉ         | U+1EC8    | &#7880;   | Ĩ         | U+0128    | &#296;    | Ị          | U+1ECA     | &#7882;    |
| i           | U+0069      | i           | í         | U+00ED    | &iacute;  | ì           | U+00EC      | &igrave;    | ỉ         | U+1EC9    | &#7881;   | ĩ         | U+0129    | &#297;    | ị          | U+1ECB     | &#7883;    |
| O           | U+004F      | O           | Ó         | U+00D3    | &Oacute;  | Ò           | U+00D2      | &Ograve;    | Ỏ         | U+1ECE    | &#7886;   | Õ         | U+00D5    | &Otilde;  | Ọ          | U+1ECC     | &#7884;    |
| o           | U+006F      | o           | ó         | U+00F3    | &oacute;  | ò           | U+00F2      | &ograve;    | ỏ         | U+1ECF    | &#7887;   | õ         | U+00F5    | &otilde;  | ọ          | U+1ECD     | &#7885;    |
| Ô           | U+00D4      | &Ocirc;     | Ố         | U+1ED0    | &#7888;   | Ồ           | U+1ED2      | &#7890;     | Ổ         | U+1ED4    | &#7892;   | Ỗ         | U+1ED6    | &#7894;   | Ộ          | U+1ED8     | &#7896;    |
| ô           | U+00F4      | &ocirc;     | ố         | U+1ED1    | &#7889;   | ồ           | U+1ED3      | &#7891;     | ổ         | U+1ED5    | &#7893;   | ỗ         | U+1ED7    | &#7895;   | ộ          | U+1ED9     | &#7897;    |
| Ơ           | U+01A0      | &#416;      | Ớ         | U+1EDA    | &#7898;   | Ờ           | U+1EDC      | &#7900;     | Ở         | U+1EDE    | &#7902;   | Ỡ         | U+1EE0    | &#7904;   | Ợ          | U+1EE2     | &#7906;    |
| ơ           | U+01A1      | &#417;      | ớ         | U+1EDB    | &#7899;   | ờ           | U+1EDD      | &#7901;     | ở         | U+1EDF    | &#7903;   | ỡ         | U+1EE1    | &#7905;   | ợ          | U+1EE3     | &#7907;    |
| U           | U+0055      | U           | Ú         | U+00DA    | &Uacute;  | Ù           | U+00D9      | &Ugrave;    | Ủ         | U+1EE6    | &#7910;   | Ũ         | U+0168    | &#360;    | Ụ          | U+1EE4     | &#7908;    |
| u           | U+0075      | u           | ú         | U+00FA    | &uacute;  | ù           | U+00F9      | &ugrave;    | ủ         | U+1EE7    | &#7911;   | ũ         | U+0169    | &#361;    | ụ          | U+1EE5     | &#7909;    |
| Ư           | U+01AF      | &#431;      | Ứ         | U+1EE8    | &#7912;   | Ừ           | U+1EEA      | &#7914;     | Ử         | U+1EED    | &#7916;   | Ữ         | U+1EEF    | &#7918;   | Ự          | U+1EF1     | &#7920;    |
| ư           | U+01B0      | &#432;      | ứ         | U+1EE9    | &#7913;   | ừ           | U+1EEB      | &#7915;     | ử         | U+1EED    | &#7917;   | ữ         | U+1EEF    | &#7919;   | ự          | U+1EF1     | &#7921;    |
| Y           | U+0059      | Y           | Ý         | U+00DD    | &Yacute;  | Ỳ           | U+1EF2      | &#7922;     | Ỷ         | U+1EF6    | &#7926;   | Ỹ         | U+1EF8    | &#7928;   | Ỵ          | U+1EF4     | &#7924;    |
| y           | U+0079      | y           | ý         | U+00FD    | &yacute;  | ỳ           | U+1EF3      | &#7923;     | ỷ         | U+1EF7    | &#7927;   | ỹ         | U+1EF9    | &#7929;   | ỵ          | U+1EF5     | &#7925;    |
| Đ           | U+0110      | &#272;      |           |           |           |             |             |             |           |           |           |           |           |           |            |            |            |
| đ           | U+0111      | &#273;      |           |           |           |             |             |             |           |           |           |           |           |           |            |            |            |

## Beispiel
Artikel 1 der Allgemeinen Erklärung der Menschenrechte:
| Vietnamesisch | Hán Nôm                                                                                     | IPA (Hanoi) | Deutsch |
| --- | ------------------------------------------------------------------------------------------- | --- | --- |
| Tất cả mọi người sinh ra đều được tự do và bình đẳng về nhân phẩm và quyền. Mọi con người đều được tạo hoá ban cho lý trí và lương tâm và cần phải đối xử với nhau trong tình bằng hữu. | 𤲃哿每𠊚生𠚢調得自由吧平等𧗱人品吧權。 每𡥵𠊚調得造化班朱理智吧良心吧懃沛對處𢭲𦣗𥪝情朋友。 | tɜt̚ kɐː mɔj ŋɨɜj siŋ za ɗew ɗɨɜk̚ tɨɰ zɔ vɐː ɓiŋ ɗɐŋ vej ɲɜn fɜm vɐː kɨɜn. mɔj kɔn ŋɨɜj ɗeu ɗɨɜk̚ tɐːw huɜ ɓɐːn cɔ li ci vɐː lɨɜŋ tɜm vɐː kɜn fɐːj ɗoj sɨ vɜj ɲɐw cɔŋ tiŋ ɓɐŋ hɨw. | Alle Menschen sind frei und gleich an Würde und Rechten geboren. Sie sind mit Vernunft und Gewissen begabt und sollen einander im Geist der Brüderlichkeit begegnen. |